# Женская сборная Сан-Марино по волейболу
Женская национальная сборная Сан-Марино по волейболу (итал. Nazionale di pallavolo femminile di San Marino) — представляет Сан-Марино на международных соревнованиях по волейболу. Управляющей организацией выступает Федерация волейбола Сан-Марино (итал. Federazione Sammarinese Pallavolo — FSPAV).

## История
Федерация волейбола Сан-Марино основана в 1980 году и в 1987 присоединилась к ФИВБ и ЕКВ. По соглашению с Итальянской федерацией волейбола сильнейшая команда Сан-Марино — «Табеллино Титан» — выступает в чемпионате Италии (в настоящее время в серии D — шестом по значимости дивизионе).
Сборная одной из самых маленьких европейских стран свои первые официальные матчи провела в мае 1989 года на Кипре, приняв участие в волейбольном турнире Игр малых государств Европы. Волейболистки Сан-Марино стали серебряными призёрами соревнований, переиграв Люксембург и Андорру и уступив хозяйкам Игр — сборной Кипра. Все последующие годы женская национальная волейбольная команда Сан-Марино неизменно является участником этих турниров и из 17 розыгрышей лишь трижды не попала в число призёров. 4 раза сан-маринские волейболистки первенствовали на подобных соревнованиях.
Кроме этого, сборная Сан-Марино с 1990 выступает и в чемпионате малых стран Европы (кроме шести турниров), имея на счету два первых места, занятые ею в 1992 и 2002 годах. Финальная стадия подобного чемпионата 2013 года имела ещё и статус одного из групповых турниров квалификации чемпионата мира и в нём волейболистки Сан-Марино стали вторыми, уступив пропуск в решающую стадию отбора на мировое первенство сборной Кипра.

## Результаты выступлений и составы

### Чемпионаты мира
Сборная Сан-Марино приняла участие только в одном квалификационном турнире чемпионата мира.
- 2014 — не квалифицировалась

- 2014 (квалификация): Маристелла Джулиани, Саманта Гьярди, Вероника Бардуччи, Кристина Баччокки, Элиза Ридольфи, Сара-Грэйс Глэнси, Элиза Паренти, Агнесе Конти, Кьяра Паренти, Валерия Бенвенути, Мария-Камилла Монтирони, Анита Магалотти. Тренер — Луиджи Моролли.

### Чемпионаты малых стран Европы
| - 1990 — ? - 1992 — 1-е место - 1994 — 4-е место - 1996 — 3-е место - 1998 — 3-е место - 2000 — 2-е место - 2002 — 1-е место - 2004 — не участвовала - 2007 — не участвовала - 2009 — 2-е место | - 2011 — 2-е место - 2013 — 2-е место - 2015 — не участвовала - 2017 — не участвовала - 2019 — не участвовала - 2022 — 6-е место - 2023 — не участвовала - 2024 — 2-е место - 2025 — 2-е место |

- 2000: Федерика Чьяватта, Чинция Де Бьяджи, Антонелла Делла Бальда, Микаэла Феделе, Анна-Лаура Франчини, Эрика Джаннотти, Федерика Мацца, Ансельма Морри, Сильвия Санти, Чинция Уголини, Валентина Валентини, Соня Дзафферани.
- 2002: Лючия Бенедеттини, Федерика Червеллини, Чинция Де Бьяджи, Антонелла Делла Бальда, Микаэла Феделе, Федерика Мацца, Линда Меникуччи, Вероника Мини, Ансельма Морри, Элиза Паренти, Элеонора Росси, Сильвия Санти.
- 2009: Кристина Баччокки, Вероника Бардуччи, Мартина Болонья, Мартина Мацца, Мария-Камилла Монтирони, Джулия Муччоли, Кьяра Паренти, Элиза Паренти, Элиза Вануччи, Алессандра Дзаннони. Тренер — Луиджи Моролли.
- 2011: Саманта Гьярди, Вероника Бардуччи, Кристина Баччокки, Бенедетта Брондзетти, Федерика Мацца, Элиза Паренти, Кьяра Паренти, Мартина Мацца, Мария-Камилла Монтирони, Джулия Муччоли. Тренер — Луиджи Моролли.
- 2013: Маристелла Джулиани, Саманта Джарди, Вероника Бардуччи, Кристина Баччокки, Элиза Ридольфи, Сара Грейс Гланси, Элиза Паренти, Агнезе Конти, Кьяра Паренти, Валерия Бенвенути, Мария Камилла Монтирони, Анита Магалотти. Тренер — Луиджи Моролли.
- 2024: Роза Муччоли, Джорджия Гуэрра, Арианна Меникуччи, Вероника Ренци, Анна Вазелли, Анна Росси, Аличе Пазолини, Аличе Педрелли, Камилла Казадеи, Линда Риччотти, Аурора Лаццари, Анита Магалотти, Федерика Тура, Матильде Стефанелли. Тренер — Кристиано Лукки.
- 2025: Роза Муччоли, Лудовика Гинелли, Джорджия Гуэрра, Арианна Меникуччи, Аличе Пазолини, Аличе Педрелли, Камилла Казадеи, Анита Магалотти, Камилла Тьецци, Федерика Тура, Юлия Дзанотти, Виола Саразини, Стелла Тасси-Пистарелли. Тренер — Кристиано Лукки.

### Игры малых государств Европы
| - 1989 — 2-е место - 1991 — 3-е место - 1993 — 2-е место - 1995 — 2-е место - 1997 — 3-е место - 1999 — 1-е место - 2001 — 1-е место - 2003 — 3-е место - 2005 — 1-е место | - 2007 — 4-е место - 2009 — 2-е место - 2011 — 1-е место - 2013 — 3-е место - 2015 — 2-е место - 2017 — 2-е место - 2019 — 4-е место - 2025 — 4-е место |

- 2009: Вероника Бардуччи, Кристина Баччокки, Изабелла Биззокки, Элиза Паренти, Мартина Болонья, Кьяра Паренти, Элиза Вануччи, Мартина Мацца, Ирена Монти, Мария-Камилла Монтирони, Жанет Сильвейра, Джулия Муччоли. Тренер — Луиджи Морроли
- 2011: Кристина Баччокки, Вероника Бардуччи, Саманта Гьярди, Федерика Мацца, Мартина Мацца, Ирена Монти, Мария-Камилла Монтирони, Джулия Муччоли, Кьяра Паренти, Элиза Паренти, Ракель Штимац. Тренер — Луиджи Моролли.
- 2013: Саманта Гьярди, Вероника Бардуччи, Кристина Баччокки, Сара Глэнси, Элиза Паренти, Агнес Конти, Кьяра Паренти, Элиза Вануччи, Мартина Мацца, Ракель Штимац, Мария-Камилла Монтирони, Анита Магалотти. Тренер — Луиджи Моролли.
- 2015: Саманта Гьярди, Вероника Бардуччи, Кристина Баччокки, Элиза Ридольфи, Джулия Муччоли, Элиза Паренти, Кьяра Паренти, Элиза Вануччи, Валерия Бенвенути, Ракель Штимац, Аллегра Пискалья, Анита Магалотти. Тренер — Луиджи Моролли.
- 2017: Федерика Мацца, Саманта Гьярди, Кристина Баччокки, Элиза Ридольфи, Джулия Томасуччи, Элиза Паренти, Кьяра Паренти, Элиза Вануччи, Элиза Моролли, Валерия Бенвенути, Франческа Роза, Анита Магалотти. Тренер — Луиджи Моролли.

### Средиземноморские игры
Женская сборная Сан-Марино единственный раз участвовала в волейбольном турнире Средиземноморских игр — в 2001 году — и заняла последнее 10-е место.

## Состав
Сборная Сан-Марино в соревнованиях 2025 года (Игры малых государств Европы, чемпионат малых стран Европы).
| №  | Имя, фамилия            | Год рождения | Рост | Амплуа      | Клуб                         |
| -- | ----------------------- | ------------ | ---- | ----------- | ---------------------------- |
| 3  | Роза Муччоли            | 2007         |      | центральная | «Табеллино Титан» Серравалле |
| 4  | Лудовика Гинелли        | 1998         | 171  | центральная | «Табеллино Титан» Серравалле |
| 5  | Джорджия Гуэрра         | 2008         |      | центральная | «Табеллино Титан» Серравалле |
| 6  | Арианна Меникуччи       | 2005         |      | центральная | «Табеллино Титан» Серравалле |
| 11 | Аличе Пазолини          | 2000         |      | либеро      | «Табеллино Титан» Серравалле |
| 12 | Аличе Педрелли          | 2008         |      | нападающая  | «Табеллино Титан» Серравалле |
| 13 | Камилла Казадеи         | 2006         |      | связующая   | «Табеллино Титан» Серравалле |
| 18 | Анита Магалотти         | 1996         | 178  | нападающая  | «Ривьера» Римини             |
| 19 | Камилла Тьецци          | 2009         |      | связующая   | «Табеллино Титан» Серравалле |
| 20 | Федерика Тура           | 2003         |      | нападающая  | «Табеллино Титан» Серравалле |
| 22 | Мартина Де Грегорио     | 1993         |      | нападающая  | «Ривьера» Римини             |
| 23 | Юлия Дзанотти           | 2007         |      | либеро      | «Табеллино Титан» Серравалле |
| 28 | Матильде Стефанелли     | 2007         |      | связующая   | «Табеллино Титан» Серравалле |
| 29 | Виола Саразини          | 2011         |      | нападающая  | «Табеллино Титан» Серравалле |
| 30 | Стелла Тасси-Пистарелли | 2007         |      | нападающая  | «Табеллино Титан» Серравалле |

- Главный тренер —  Кристиано Лукки.
- Тренер — Уилсон Ренци.